# Lycée Sacré-Cœur (Amiens)
Les Lycées & Campus Sacré-Cœur est un établissement amiénois situé dans le centre-ville au 1, rue de l'Oratoire. Il est actuellement dirigé par Xavier Dingeon.

## Historique

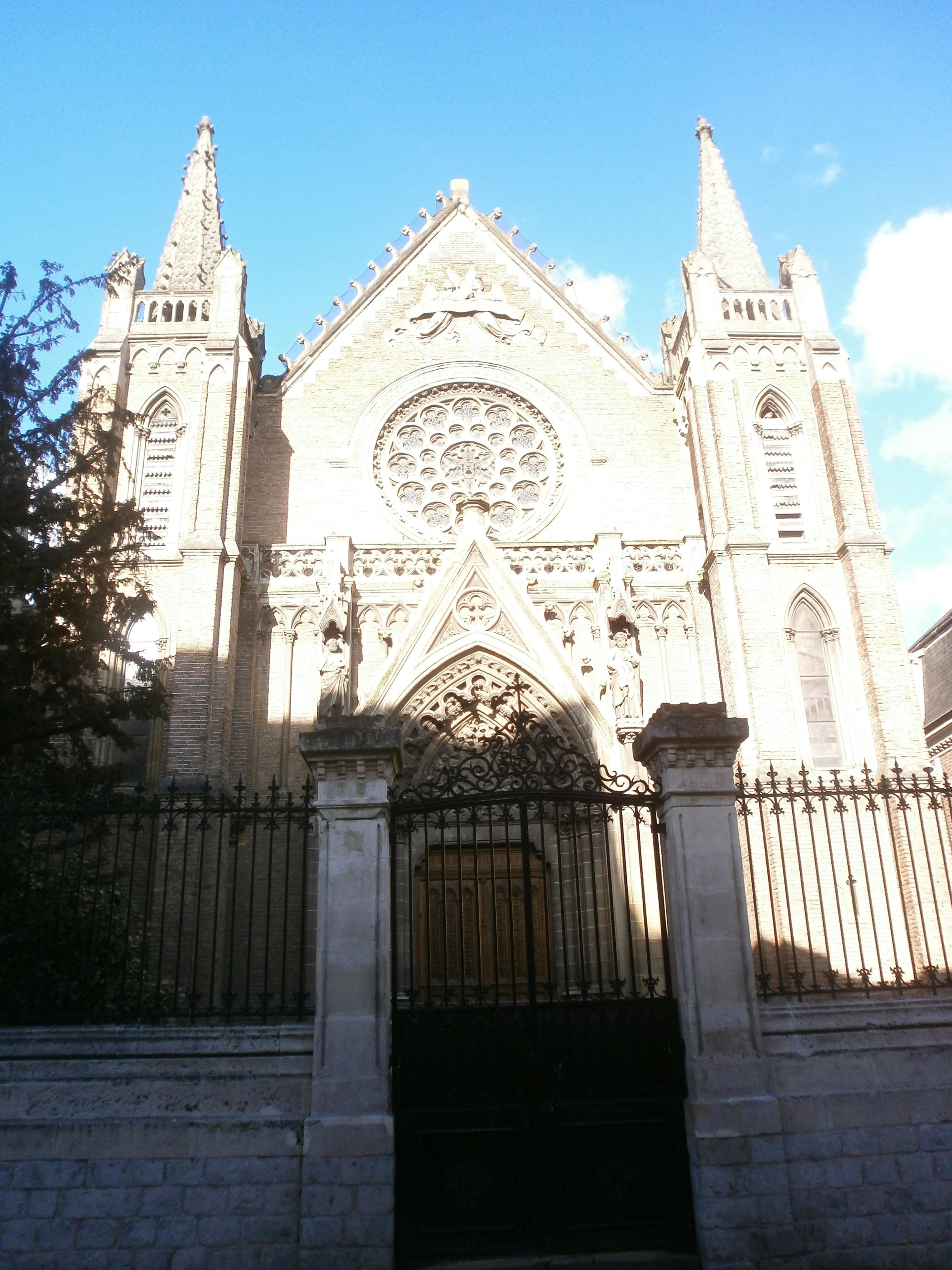
Chapelle du lycée du Sacré-Cœur d'Amiens

Le lycée a été fondé par la congrégation des religieuses du Sacré-Cœur de Jésus (RSCJ, fondée à Amiens en 1801 par Madeleine-Sophie Barat).

## Filières
Le lycée accueille environ 800 élèves répartis dans différentes filières :
- Générale et Technologique :
  - Baccalauréat général (9 spécialités)
  - Baccalauréat STMG
- Professionnelle :
  - Baccalauréat commerce
  - Baccalauréat vente
- Campus (voie scolaire ou alternance)
  - BTS Management commercial opérationnel (MCO)
  - Bachelor Responsable marketing, commerce et relation client (RM2C)
  - Mastère Ingénieur d'affaires (IA)

## Taux de réussite
| Baccalauréat                      | 2008 | 2009   | 2010 | 2011 | 2012  | 2013 | 2014   | 2015  | 2016, | 2017   |
| --------------------------------- | ---- | ------ | ---- | ---- | ----- | ---- | ------ | ----- | ----- | ------ |
| Scientifique                      | 72 % | 88 %   | 87 % | 84 % | 84 %  | 91 % | 88,2 % | 89 %  | 96 %  | 98,2 % |
| Littéraire                        | 86 % | 86 %   | 75 % | 95 % | 100 % | 87 % | 93,3 % | 100 % | 100 % | 95 %   |
| Économique et social              | 83 % | 88 %   | 79 % | 88 % | 75 %  | 92 % | 83,3 % | 94 %  | 96 %  | 95,2 % |
| Sciences et techniques de gestion | 79 % | 88 %   | 89 % | 81 % | 89 %  | 94 % | 88,5 % | 97 %  | 100 % | 100 %  |
| Total                             | 80 % | 87,5 % | 83 % | 86 % | 84 %  | 91 % | 88 %   | 93 %  | 97 %  | 97,1 % |

| Examen                           | Série                                         | 2014   | 2017   |
| -------------------------------- | --------------------------------------------- | ------ | ------ |
| Baccalauréat professionnel       | ARCU                                          | 100 %  | 100 %  |
| Baccalauréat professionnel       | Commerce                                      | 96,6 % | 91,2 % |
| Baccalauréat professionnel       | Vente                                         | 100 %  | 94,5 % |
| Brevet d'études professionnelles | Métiers de la relation aux clients et usagers | 81,1 % | 84 %   |
| Brevet de technicien supérieur   | Management des unités commerciales            | 92,3 % | 96 %   |

## Chefs d'établissement
- 2004 - 2012 : Luc Duverlie, décédé en 2012 [6]
- 2012 - 2017 : Sylvie Seillier[7]
- 2017 - 2022 : Christophe Decayeux[8]
- 2022 - présent : Xavier Dingeon

## Personnalités liées au lycée

### Professeurs
- Jean-Pierre Chopin (lettres)

### Élèves
- Thomas Salic, entrepreneur
- Brigitte Macron, femme du président de la République française Emmanuel Macron

## Chapelle
La chapelle de l'École du Sacré-Cœur est protégée au titre des monuments historiques. Elle ne sert plus de lieu de culte depuis les années 1970 mais de gymnase pour les élèves, cependant l'édifice ne respectant plus les normes en vigueur, les propriétaires décident de le mettre en vente en 2016.

## Faits divers
En mai 1992, un élève fait irruption dans l'établissement avec une arme à feu et tue un de ses camarades, nécessitant l'intervention du RAID,.